# Liu Min
Liu Min (chinesisch 刘敏, Pinyin Liú Mǐn; * 29. November 1983) ist eine chinesische Langstrecken- und Marathonläuferin.
Sie sorgte 2001 für Aufsehen, als sie bei ihrem ersten Marathon und ihrem ersten internationalen Rennen den Peking-Marathon mit dem damaligen Streckenrekord von 2:23:37 h gewann, was seinerzeit zu den 100 besten Laufzeiten im Frauenmarathon gehörte. Im November 2001 erzielte sie in Guangzhou ihre Bestleistung von 15:24,97 min über 5000 m und 31:53,78 min über 10.000 Meter. Im März 2002 erreichte sie in Shanghai mit 9:04,02 min eine persönliche Bestleistung über 3000 m in der Halle. 2003 wurde Liu 13. beim Osaka Women’s Marathon in 2:39:18 h. und 2007 Vierte beim Hongkong-Marathon in 2:40:57 h.